# 三嶺
三嶺（みうね/さんれい）は、高知県と徳島県にまたがる山である。標高1,894メートルで、高知県の最高峰である。日本二百名山および四国百名山に選定されている。

## 概要
三嶺は四国山地の東の一角にあり、高知県を流れる物部川水系のひとつ、上韮生（かみにろう）川の源流である。高知県側の山腹には、豊かな原生林と希少な草花の自生地が残されていたが、ニホンジカによる食害により希少植物が消滅し、標高の高い尾根筋では針葉樹の多くが被害を受けている。
山頂部は高知県と徳島県で二分していて、山頂には二等三角点「三嶺」が設置されている。剣山国定公園の西端にあり、1994年（平成6年）9月に三嶺から西熊山、天狗塚（1,812m）に至る山稜部一帯は「三嶺・天狗塚のミヤマクマザサ及びコメツツジ群落」として天然記念物に指定された。
1975年（昭和50年）に高知市で「三嶺を守る会」が結成された。この団体では結成した翌年の1976年（昭和51年）以来、毎年欠かすことなく清掃登山に取り組んでいる。2007年（平成19年）8月には「三嶺の森を守るみんなの会」が結成され、ニホンジカの食害から植物を守るために保護ネットを設置する運動などを行っている。

## 山名
高知県では「さんれい」とも呼ばれるが、この呼び名は昭和30年代頃から登山者の間で用いられるようになったもので、地元では古くより「みうね」と呼んでいた。また、『物部村史』によると、昔は「みうね」と呼んだと記述されていることから、正式な呼び名は「みうね」とされた。

## 登山
徳島県三好市東祖谷の名頃地区（標高900m）からの登山道が山頂に最も近い。無雪期は難易度が高くはないが、厳冬期には1mほどの積雪がある。高知県側は高知県香美市物部町の光石登山口からのルートが一般的であるが、沢を渡る箇所が多く片道約4時間を要する。また、三嶺周辺には三嶺ヒュッテ、オカメ小屋、白髪小屋、八丁小屋といった山小屋や避難小屋が多くあり、これらを利用して剣山を初めとする周辺の峰へ縦走する登山者もある。

## ギャラリー

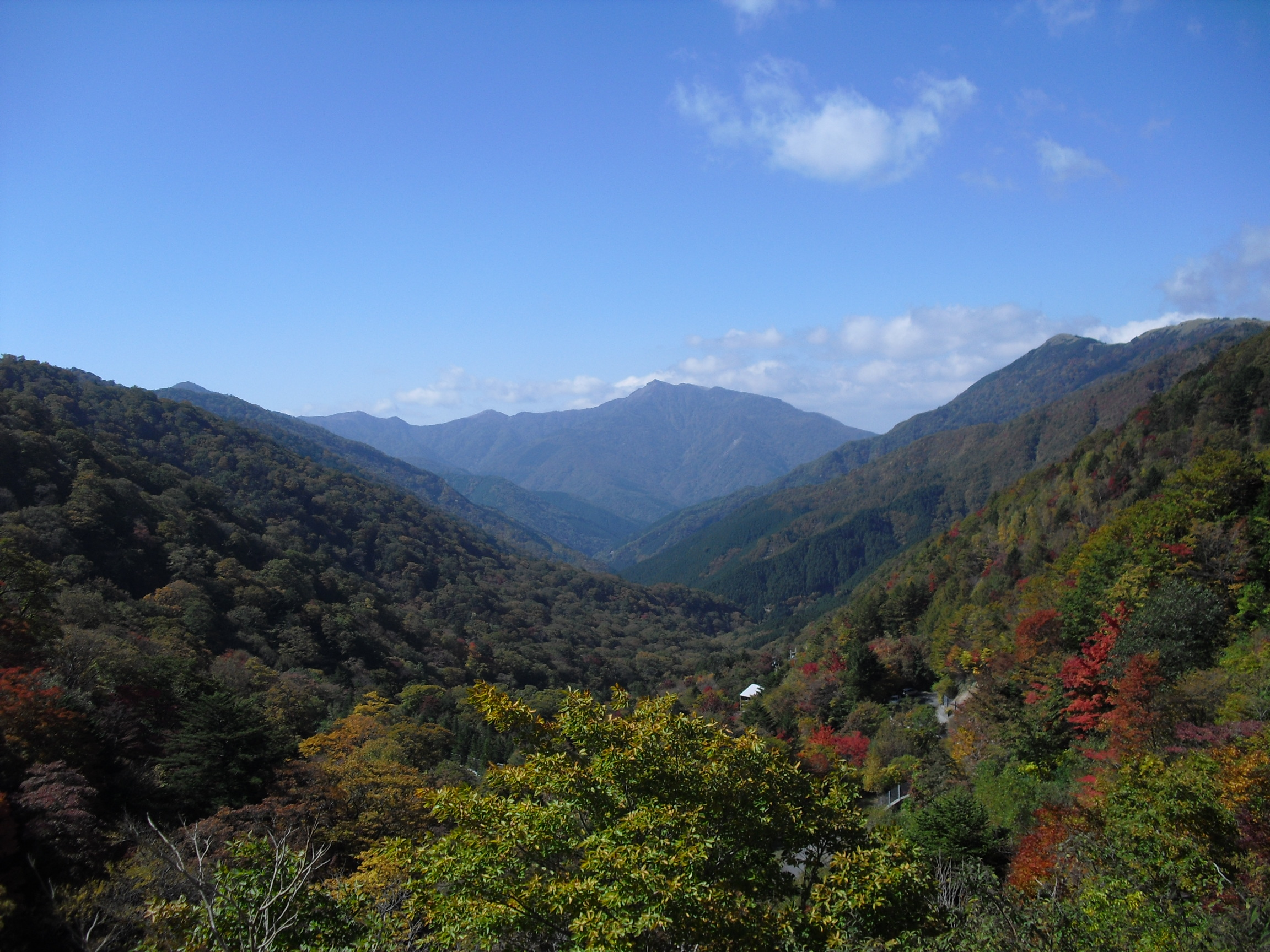
見ノ越から望む
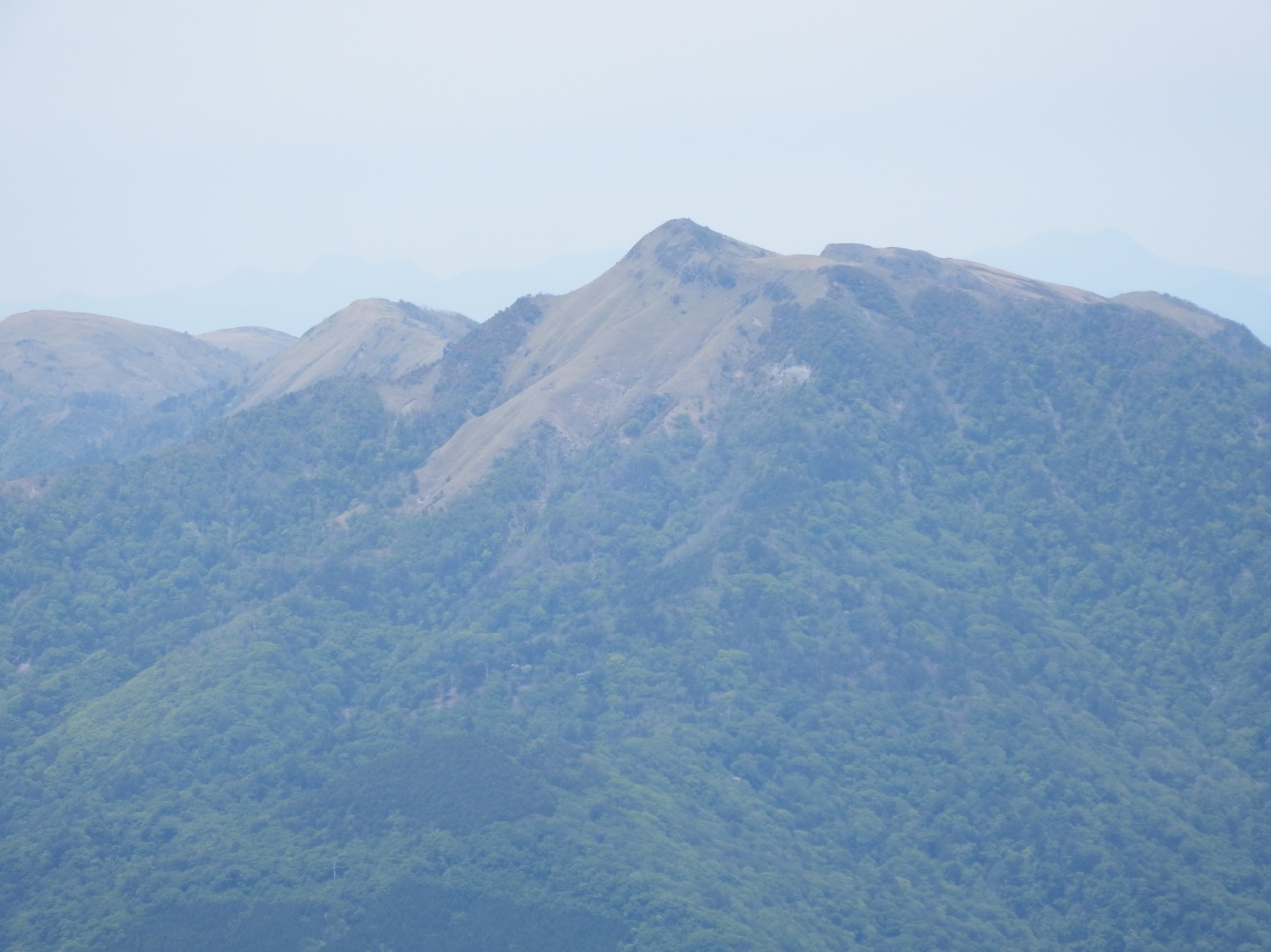
次郎笈から望む
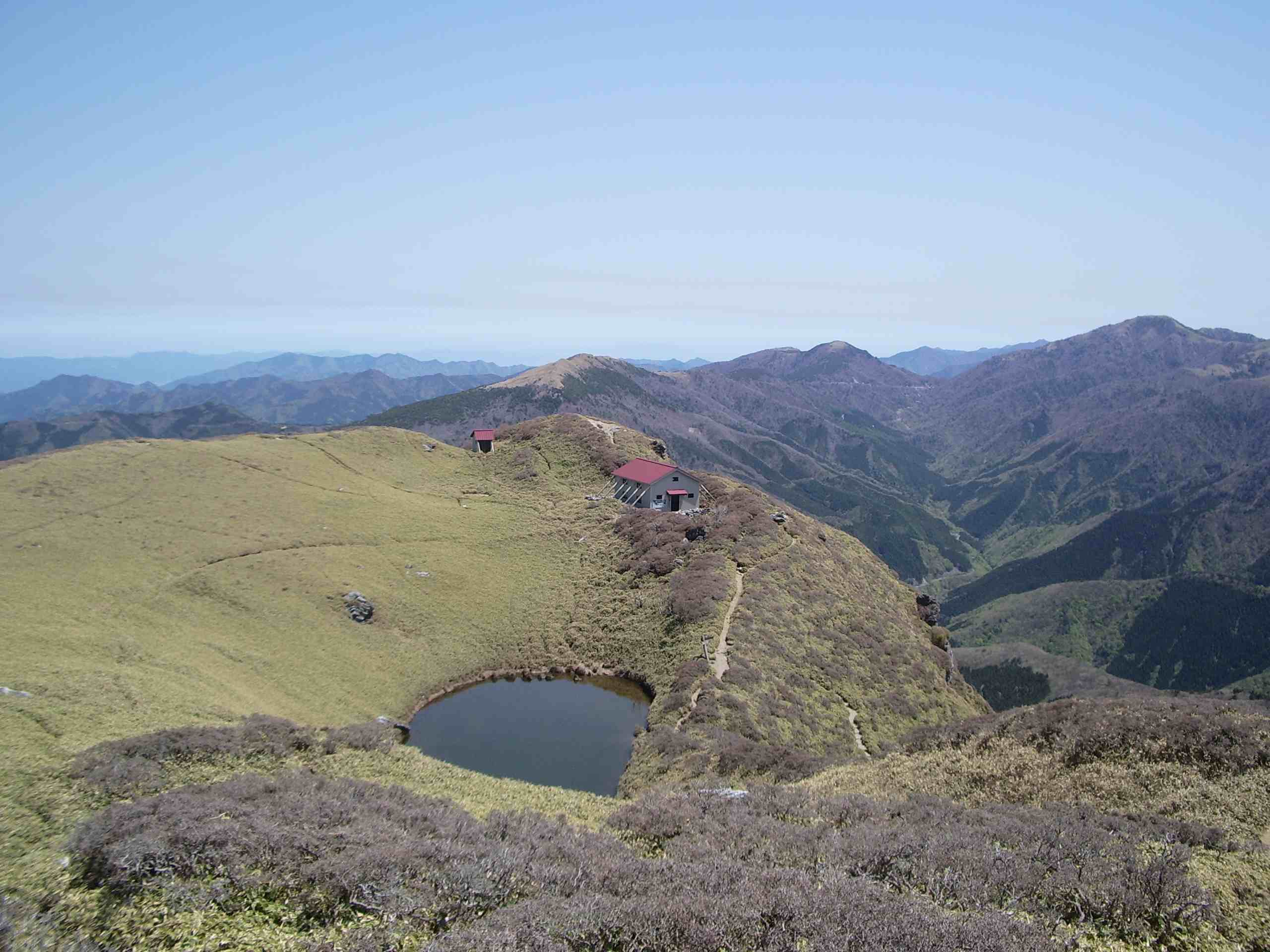
見残池
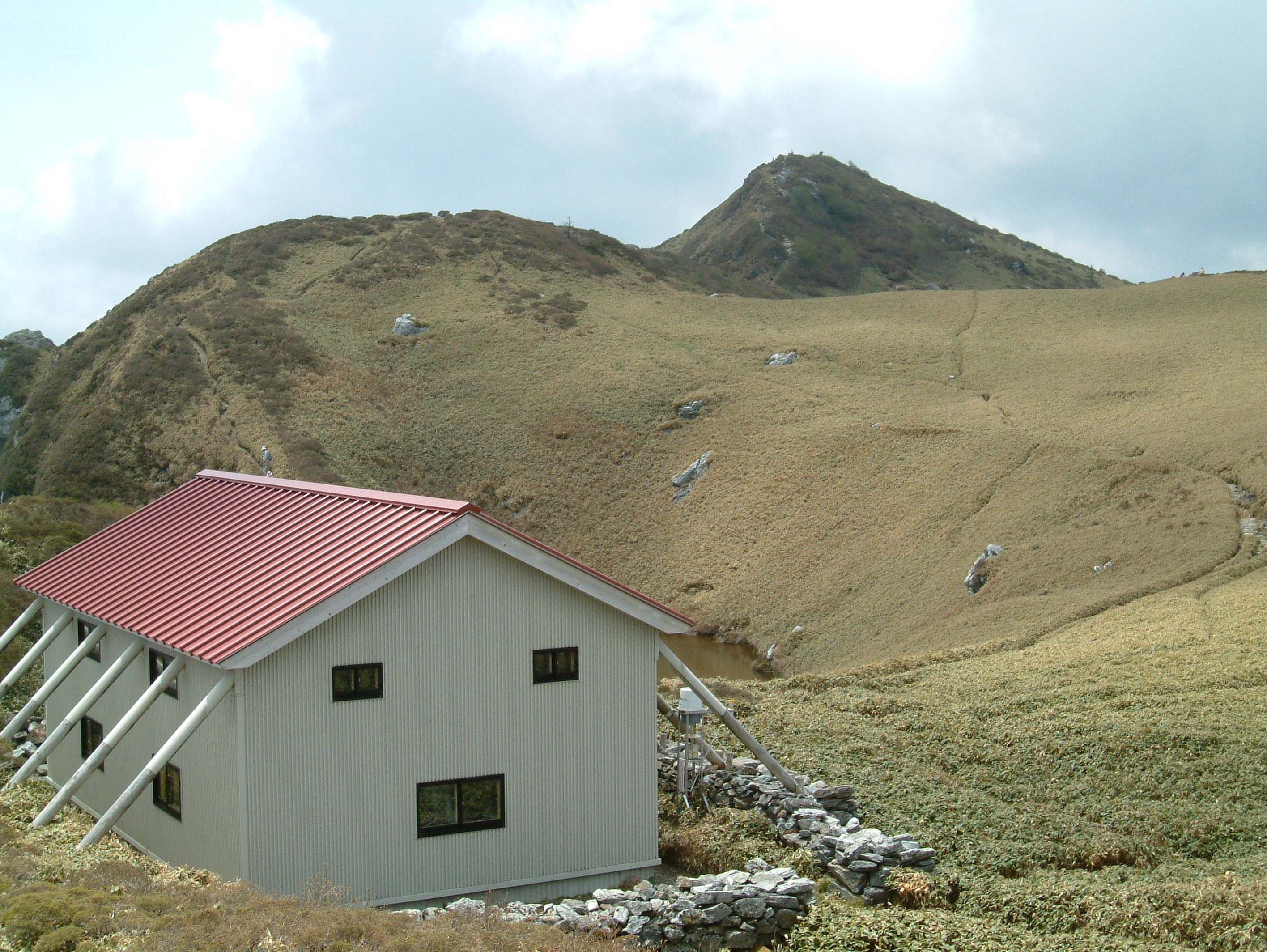
頂上を望む
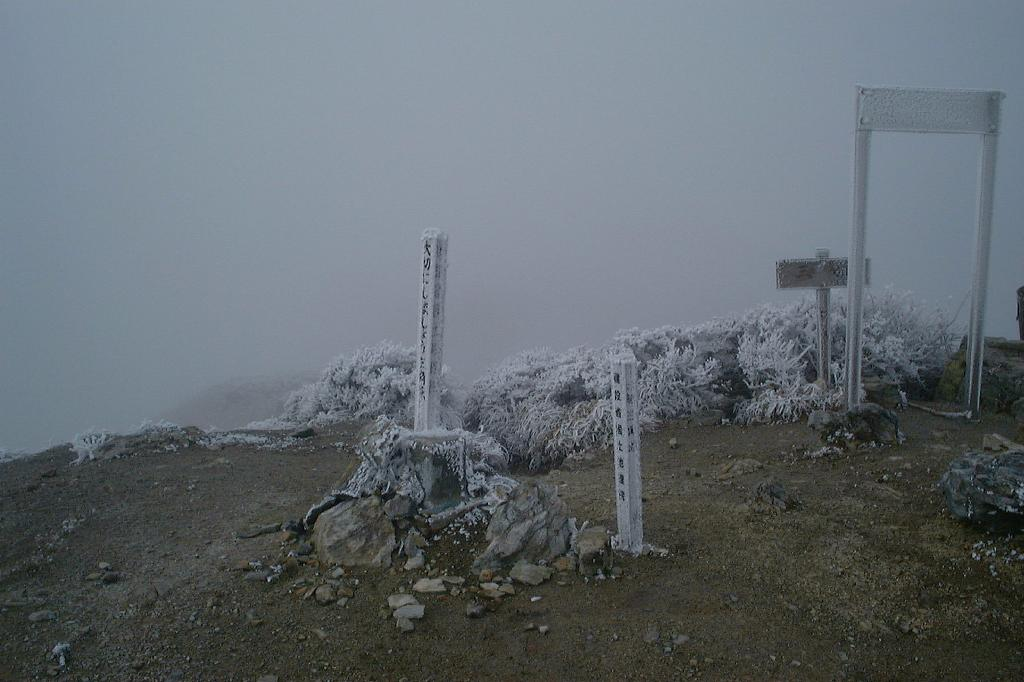
頂上
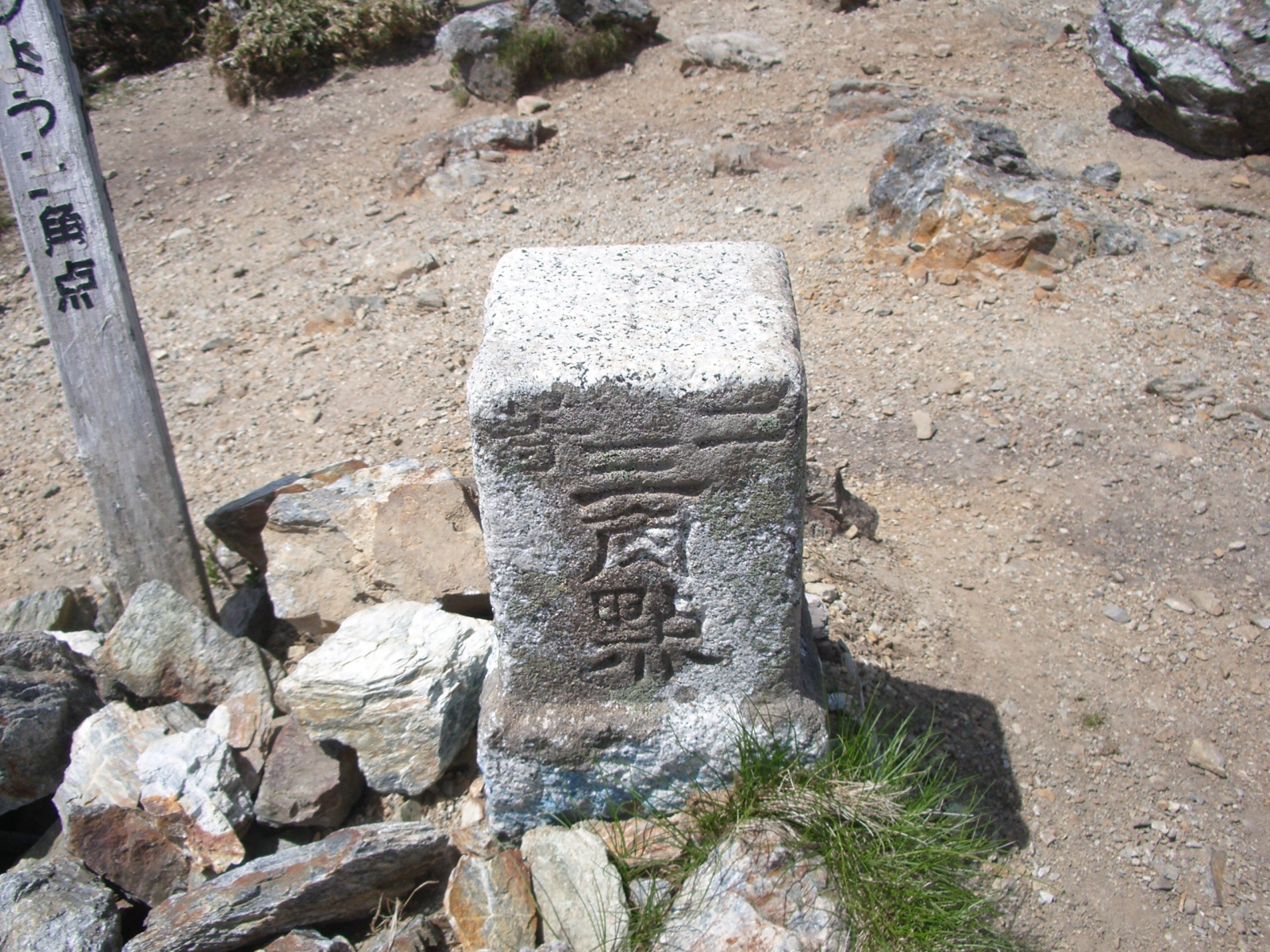
山頂の二等三角点